# Alchemilla ayazii
Alchemilla ayazii är en rosväxtart som beskrevs av Kalheber. Alchemilla ayazii ingår i släktet daggkåpor, och familjen rosväxter. Inga underarter finns listade i Catalogue of Life.